# ملانطيون صغير الأزهار
ملانطيون صغير الأزهار (الاسم العلمي:Melanthium parviflorum) هو نوع من النباتات يتبع جنس الملانطيون من الفصيلة الملانطيونية.